# Trusina (gmina Berkovići)
Trusina (cyr. Трусина) – wieś w Bośni i Hercegowinie, w Republice Serbskiej, w gminie Berkovići. W 2013 roku liczyła 58 mieszkańców.